# Zicke Zacke Hühnerkacke
Zicke Zacke Hühnerkacke ist ein Brettspiel für zwei bis vier Spieler ab vier Jahren. Es wurde von Klaus Zoch entworfen und im eigenen Verlag vertrieben. Illustriert wurde es von Doris Matthäus. Das Spiel wurde 1998 mit dem „Sonderpreis Kinderspiel“ der Spiel-des-Jahres-Jury sowie dem „Deutschen Kinderspiele Preis“ ausgezeichnet. 2002 erhielt es in Frankreich den „As d’Or du jeu d’enfant“.

## Internationale Veröffentlichung
Das Spiel wurde in mehreren Sprachen veröffentlicht
- deutsch: Zicke Zacke Hühnerkacke beim Zoch Verlag[1]
- englisch: Chicken Cha Cha Cha bei Rio Grande Games[2]
- französisch: Pique Plume bei Gigamic[3]
- spanisch: ¡Cocorico Cocoricó! bei Devir[4]
- niederländisch: Jakkiebak! Kippenkak! bei 999 Games[5]
- finnisch: Kanaset bei Tactic[6]
- ungarisch: Csupa Csupasz Tyúkeszű bei Piatnik[7]

## Spielbeschreibung
Es besteht aus 24 großen eiförmigen Plättchen mit zwölf Bildern von Hühnern, Hasen, Igeln, Blumen und Anderem vom Hühnerhof, wobei jeweils zwei sich gleichen, sowie zwölf achteckigen Plättchen mit denselben Motiven, die verdeckt in die Mitte des Tisches gelegt werden. Nun legt man aus den gemischten Eiplättchen einen Parcours um die verdeckt liegenden Achteck-Plättchen. Jeder Mitspieler bekommt ein großes Holzhuhn einer Farbe, das über eine gleichfarbige Schwanzfeder verfügt. Die Hühner werden in gleichmäßigem Abstand auf die Eiplättchen gestellt.
Der Spieler deckt ein achteckiges Plättchen auf; wenn es dasselbe Bild zeigt wie das vor dem Huhn des Spielers liegende Ei, darf er sein Huhn auf dieses Eiplättchen stellen und weiterspielen. Deckt man ein falsches Plättchen auf, legt man es wieder zurück und der Nächste ist an der Reihe. Wenn man beim Vorrücken direkt hinter einem fremden Huhn zu stehen kommt, muss man das zum nächsten freien Plättchen gehörende Bild aufdecken und bekommt beim Überspringen alle Schwanzfedern der übersprungenen Hühner. Wer zuerst alle Federn gesammelt hat, gewinnt das Spiel.
Da die Fortbewegungsart auf dem Prinzip von Memory basiert, sind hier schon die Kleinsten den Erwachsenen ebenbürtig, vor allem bei der dritten oder vierten Spielrunde. 
Inzwischen gibt es mit Zicke Zacke Entenkacke auch einen Erweiterungsset für bis zu 6 Spieler.